# Conus wittigi
Espèce
Statut de conservation UICN

 LC  : Préoccupation mineure
Conus wittigi est une espèce de mollusques gastéropodes marins de la famille des Conidae.
Comme toutes les espèces du genre Conus, ces escargots sont prédateurs et venimeux. Ils sont capables de « piquer » les humains et doivent donc être manipulés avec précaution, voire pas du tout.

## Description
La taille de la coquille varie entre 22 mm et 42 mm.

## Distribution
Cette espèce marine est présente au large de Florès, en Indonésie.

### Niveau de risque d’extinction de l’espèce
Selon l'analyse de l'UICN réalisée en 2011 pour la définition du niveau de risque d'extinction, cette espèce est présente autour des îles de la Petite Sonde, de Florès et du Nord de Timor. Cette espèce est commune dans toute son aire de répartition. Il n'y a pas de menaces connues pour cette espèce. Elle est classée dans la catégorie " préoccupation mineure ".

## Taxonomie

### Publication originale
L'espèce Conus wittigi a été décrite pour la première fois en 1977 par le malacologiste américain Jerry Glenn Walls dans « The Pariah »,.

### Synonymes
- Asprella wittigi (Walls, 1977) · non accepté
- Conus (Phasmoconus) wittigi Walls, 1977 · appellation alternative
- Conus kongaensis da Motta, 1984 · non accepté
- Graphiconus wittigi (Walls, 1977) · non accepté